# Bundeswaldinventur
Die Bundeswaldinventur (BWI) ist eine durch das Bundeswaldgesetz vorgeschriebene forstliche Großrauminventur, die deutschlandweit durchzuführen ist. Mit der Bundeswaldinventur werden die großräumigen Waldverhältnisse und forstlichen Produktionsmöglichkeiten in Deutschland erfasst. Ihre Ergebnisse sind eine Grundlage für forst-, handels- und umweltpolitische Planungen und Entscheidungen. 

## Bisherige Inventuren
Bisher wurden vier Bundeswaldinventuren durchgeführt, davon drei auch in den ostdeutschen Ländern.
- Erste Bundeswaldinventur (BWI I, 1986): Die Bundeswaldinventur wurde das erste Mal in den Jahren 1986 bis 1989 in Westdeutschland durchgeführt.[1]
- Zweite Bundeswaldinventur (BWI II, 2002): Nach der deutschen Wiedervereinigung 1990 wurde eine Wiederholung notwendig, die in den Jahren 2001 bis 2003 erfolgte.
- Dritte Bundeswaldinventur (BWI 3, 2012): Die Feldaufnahmen zur dritten Bundeswaldinventur begannen im April 2011 und wurden bundesweit bis Ende 2012 abgeschlossen. Die Ergebnisse wurden am 8. Oktober 2014 veröffentlicht.[2]
- Vierte Bundeswaldinventur (2021): Die vierte Bundeswaldinventur wurde für den Zeitraum zwischen April 2021 und Ende 2022 verordnet.[3]

## Methode
Die Bundeswaldinventur ist eine terrestrische Stichprobeninventur mit permanenten Probepunkten. Hierzu wurden ein Gitternetz mit einem Linienabstand von 4 km (Basisnetz) über das Gebiet der Bundesrepublik Deutschland gelegt und an den Schnittpunkten der Linien Inventurtrakte für die Stichproben eingerichtet. Ein Trakt ist dabei ein Quadrat mit einer Seitenlänge von 150 m. In einigen Gebieten wurde die doppelte oder vierfache Stichprobendichte angewendet.

## Zweck
Die Bundeswaldinventuren sind auch eine Grundlage für die jährlichen Nationalen Inventarberichte (National Inventory Reports, NIR), zu denen sich die Bundesrepublik Deutschland durch die Klimarahmenkonvention, als Vertragsstaat des Kyoto-Protokolls und durch die EU-Entscheidung 280/2004/EC verpflichtet hat. Um auch zwischen den Bundeswaldinventuren verlässliche Zahlen zur Kohlenstoffspeicherung im Wald zu erhalten, wird zur Halbzeit des Inventurzeitraums die  Kohlenstoffinventur durchgeführt, zuletzt die Kohlenstoffinventur 2017 (CI 2017) mit dem Stichtag 31. Oktober 2017.

## Rechtliche Grundlage
Die Rechtsgrundlage für die Durchführung ist § 41a Bundeswaldgesetz. Für die Zusammenstellung und Auswertung der Daten und die sich daraus ergebenden Koordinierungsaufgaben ist das Bundesministerium für Ernährung und Landwirtschaft zuständig. Ausgeführt werden diese Aufgaben vom Thünen-Institut und den Landesinventurleitungen.